# Водолей (карликовая галактика)
Карликовая неправильная галактика в Водолее, или AqrDIG, — карликовая неправильная галактика в созвездии Водолея. Она была впервые каталогизирована в 1959 году в DDO. Это одна из немногих известных галактик, имеющих синее смещение. Причина синего смещения в том, что галактика движется по направлению к Млечному Пути со скоростью 137 км/с.
Принадлежность AqrDIG к Местной группе установлена Лее и соавторами в 1999 году, ими же установлено, что галактика находится на расстоянии 950 ± 50 кпк. Расстояние AqrDIG от центра масс Местной группы также оценено в 950 кпк. Яркость AqrDIG намного меньше, чем у ещё более далёкой SagDIG.